# Ness of Burgi

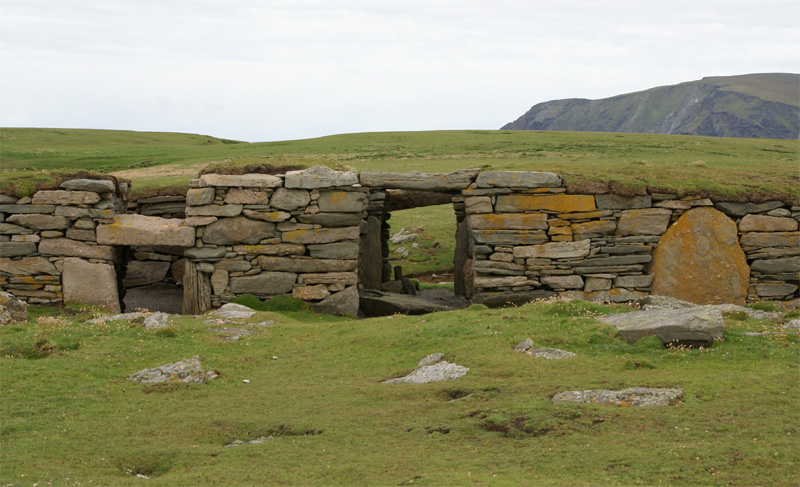
De ingangen aan de oostelijke kant (achterzijde). De rechteringang leidt naar de gang, de linker naar de zuidelijke kamer.

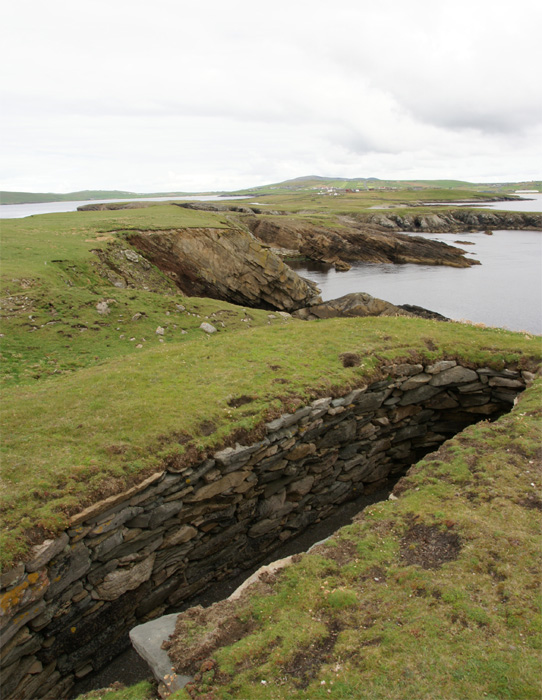
De noordelijke kamer gezien vanuit het zuiden

Ness of Burgi is een blockhouse, soms fort genoemd, uit de ijzertijd, gelegen ten zuiden van Sumburgh Airport nabij Scatness in het zuiden van het Shetlandse Mainland (Schotland).

## Beschrijving

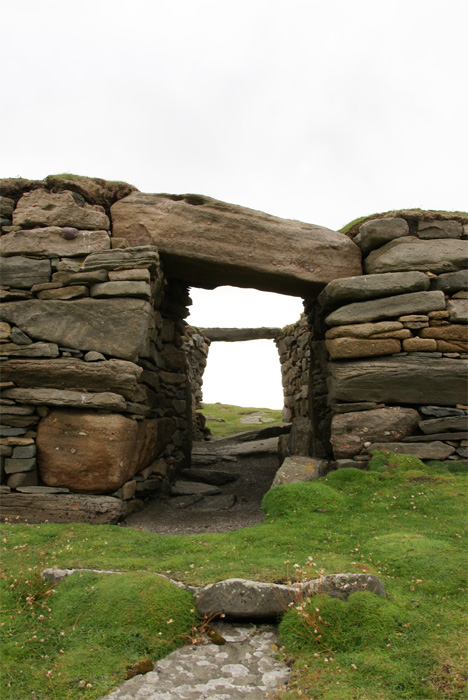
De westelijke ingang leidt naar de
gang

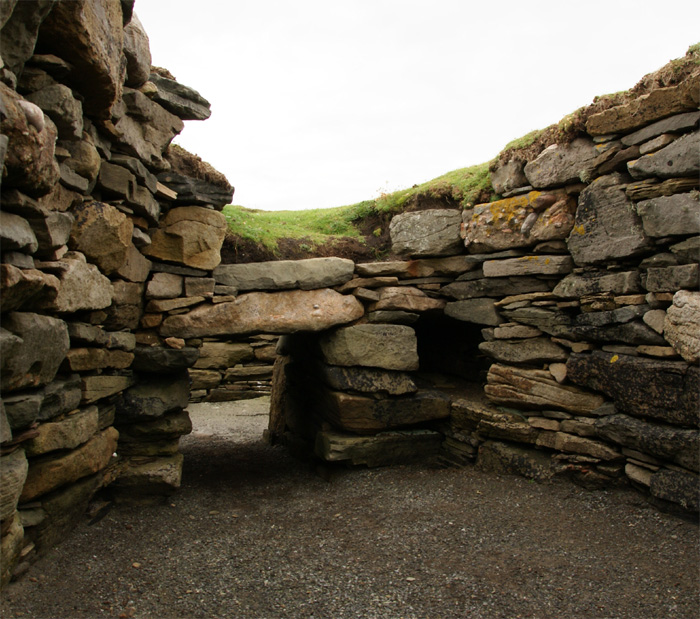
De ingang van de noordelijke kamer (vanuit de kamer richting het zuiden)

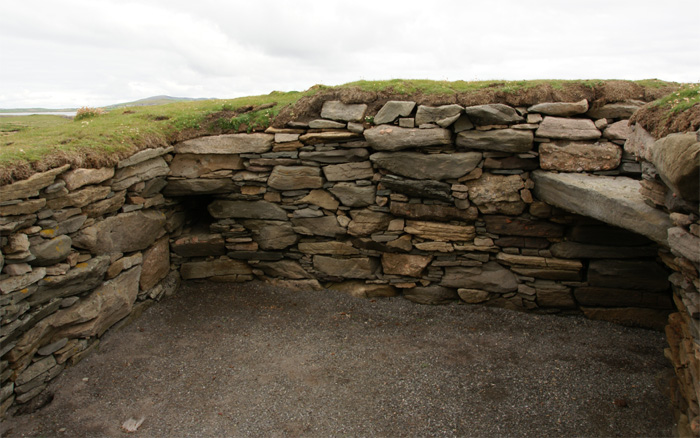
In de zuidelijke kamer met links een kast (gezien vanuit het oosten)

Ness of Burgi is een massief zandstenen blokhuis (blockhouse) uit de ijzertijd gelegen op een hoogte op een klif en kan slechts van één kant via land benaderd worden. Aan de overzijde van de inham West Voe of Sumburgh ligt Jarlshof en Sumburgh Head. Tussen het land en het blokhuis bevindt zich achter twee greppels waartussen een wal van stenen ligt van 6,4 meter dik.
Het rechthoekige blokhuis was ooit 22 meter lang, maar het zuidelijk uiteinde is vernietigd door erosie van de klif. Opmerkelijk is dat de muur niet aansluit op de noordelijke zijde van de klif.
Het blokhuis is 1,5 meter hoog maar zal iets van vier meter zijn geweest. De muren van het blokhuis zijn zes meter breed waarin zich drie kamers bevinden. De gebruikte techniek is stapelmuurwerk.
Het blokhuis heeft één ingang (aan de westzijde) die leidt naar een stenen gang. In deze gang bevindt zich aan de linkerzijde een ingang naar de noordelijke kamer. De muren aan de bovenzijde enigszins naar binnen toe.
De zuidelijke kamer kan benaderd worden via de achterzijde (oostzijde). Twee haarden werden in deze kamer gevonden. Ten zuiden van deze kamer bevindt zich nog een kleinere kamer met de opening aan de zuidzijde.
Bij de opgraving in 1935 werden potscherven en dierlijke botten gevonden. Aan de westzijde van de Ness of Burgi bevindt zich een rechthoekig vlak met stenen; dit zijn slechts de overgebleven stenen van de opgraving en zijn niet de fundamenten van een ander bouwwerk. Verdere opgravingen werden gedaan in 1983 door Peter Strong en in 1995 door Stephen Carter.
Dit blokhuis was zeker geen broch, hoewel er vergelijkingen zijn te maken: de kamers in de muur bijvoorbeeld. De Ness of Burgi stamt vermoedelijk wel uit dezelfde tijd getuige de gevonden potscherven, zo tussen 200 v.Chr. en 200 n.Chr., De vondsten worden bewaard in het Lerwick Museum. Wellicht is dit fort een voorloper van de broch zoals Crosskirk Broch. De stijl van het blokhuis is typisch voor Shetland; andere voorbeelden van een Shetlands blokhuis zijn te vinden in Clickimin Broch in Lerwick en Loch of Huxter op Whalsay.
Ness of Burgi is niet het enige restant uit de ijzertijd in dit gebied, aanwijzingen voor andere brochs en blokhuizen zijn gevonden zoals het 400 meter noordelijker gelegen Scatness Blockhouse.
Het doel van blokhuizen is niet geheel duidelijk. De verdedigende functie wordt door sommigen in twijfel getrokken, wellicht was er slechts sprake van verdedigingssymboliek dat meer op rituelen berustte dan daadwerkelijke aanval en verdediging. Toch zal het blokhuis, met of zonder broch erachter liggend, een verdedigende functie hebben gehad.

## Beheer
Ness of Burgi wordt beheerd door Historic Scotland. Het blokhuis is vrij toegankelijk; het pad over de rotsen kan glad zijn vooral in slecht weer.